# Александър Томов (писател)
Вижте пояснителната страница за други личности с името Александър Томов.
Александър Александров Томов е български писател и сценарист. Автор е на десетки книги (стихосбирки, политически романи и др.) и киносценарии.

## Биография
Роден е в София на 3 юли 1944 г. Завършва българска филология в Софийският университет „Климент Охридски“ през 1972 г.
Член е на Националния съвет за радио и телевизия от квотата на парламента и негов председател от декември 1998 г. до август 2001 г.
След 1997 г. преподава кинодраматургия в Югозападния университет „Неофит Рилски“ и в Нов български университет.
По негови сценарии са заснети популярни и предизвикващи обществени дискусии български филми през 80-те години като „Елегия“, „Романтична история“, „Маргарит и Маргарита“.
Нашумява с трилогиите „Корупция“, „Новобогаташи“ и „Четвъртата власт“.
Автор е и на исторически романи като „Византийският лабиринт“ (2001), „Императрица Теофано“ (2003) и „Йешуа“ (2012), които са сравнявани с „Последното изкушение“ на Никос Казандзакис и „Шифърът на Леонардо“ на Дан Браун.
Умира на 21 октомври 2020 г. в София.

## Филмография
- Застраховката (1998)
- Пантуди (1993)
- Живей опасно (1990)
- Маргарит и Маргарита (1989)
- Разводи, разводи (1989)
- Изложение (1988)
- Мечтатели (1987)
- Поема (1986)
- Романтична история (1984)
- Смъртта може да почака (1985)
- Характеристика (1985)
- Зелените поля... (1984)
- Елегия (1982)

### Интервюта
- „Александър Томов, писател: Единствено АТАКА се противопостави на родната мафия“, интервю на Маргарита Върбанова, в. „Атака“, 2 ноември 2006
- „Александър Томов, писател: Революцията изяде децата си от алчност“, интервю на Деян Енев, в. „Политика“, 27 февруари 2009
- „Тъжно е, но най-добрият строй, в който сме живели, е тоталитарният“, интервю на Хенриета Георгиева, в. „Марица“, 9 април 2009
- „Писателят Александър Томов: Александър Фол и други духовни нищожества убиха сина ми!“, интервю на Даниела Кръстева, в. „Над 55“, 7 юни 2010
- „Александър Томов: Мутризацията е тирания, нов вид тероризъм“, интервю на Димитър Патарински, e-vestnik, 12 август 2010
- „Александър Томов: Политици ме употребиха, плащам със самота“, интервю на Стефан Стоев, Frog News, 17 февруари 2012
- „Александър Томов, писател: Творците си мълчат, защото са тарикати“, интервю на Зорница Веселинова, в. „ПИК“, 7 март 2013